# Олимпијска дворана Никос Галис
Олимпијска дворана Никос Галис (енгл. Nikos Galis Olympic Indoor Hall) је вишенаменска дворана која се налази у Марусију, предграђу Атине (Грчка). Отворена је у јуну 1995. године и део је Атинског олимпијског спортског комплекса (познатог под скраћеницом ОАКА).
Прво реновирање дворана је претрпела у периоду од 2002. до 2004. у склопу припрема за одржавање Олимпијских игара 2004. године. Друго реновирање извршено је у току 2016. године. Од те године носи и име славног грчког кошаркаша Никоса Галиса.
Капацитет дворане за потребе кошаркашких утакмица је 18.989 седећих места. Поред спортских догађаја у њој се одржавају и концерти.
Ова дворана је домаћи терен кошаркашких клубова Панатинаикос и АЕК Атина, као и кошаркашке репрезентације Грчке.

## Значајнији догађаји
- Кошарка:
  - 1998: Светско првенство
  - 2004: Олимпијске игре 2004.
  - 2007: Фајнал фор Евролиге 2006/07.
  - 2008: Квалификациони турнир за Олимпијске игре 2008.
  - 2018: Фајнал фор ФИБА Лиге шампиона 2017/18.
- Гимнастика:
  - 2004: Олимпијске игре 2004.
- Музика:
  - 2006: Песма Евровизије